# Нелидовское сельское поселение
Нелидовское се́льское поселе́ние — упразднённое муниципальное образование в составе бывшего Нелидовского района Тверской области.
Администрация поселения располагается в городе Нелидово.
Образовано в 2005 году, включило в себя территории Нелидовского и Семёновского сельских округов. С 2018 года упразднено и стало частью единого Нелидовского городского округа.

## Географические данные
- Общая площадь: 957,7 км²
- Нахождение: северо-западная часть Нелидовского района
  - Граничит:
    - на севере — с Андреапольским районом, Андреапольское и Луговское СП
    - на северо-востоке — с Высокинским СП
    - на востоке — с Селянским СП
    - на юго-востоке — с Новосёлковским СП и городом Нелидово
    - на юге — с Жарковским районом, Жарковское СП
    - на западе — с Земцовским СП
    - на северо-западе — с Западнодвинским районом, Западнодвинское СП

Основная река — Межа.

## Население
Население по переписи 2010 — 3108 человек.

## Населенные пункты
На территории поселения находятся следующие населённые пункты:
| №  | Тип нп | Название         | Население (2002 год) |
| -- | ------ | ---------------- | -------------------- |
| 1  | дер.   | Белая Гора       | 9                    |
| 2  | дер.   | Березники        | 30                   |
| 3  | дер.   | Большая Каменка  | 177                  |
| 4  | дер.   | Большое Голаново | 42                   |
| 5  | дер.   | Бурцево          | 0                    |
| 6  | дер.   | Высокое          | 5                    |
| 7  | пос.   | Загородный       | 822                  |
| 8  | дер.   | Ильюшино         | 7                    |
| 9  | пос.   | Ильюшино         | 31                   |
| 10 | дер.   | Иоткино          | 141                  |
| 11 | дер.   | Малое Чернецово  | 44                   |
| 12 | дер.   | Малюшкино        | 8                    |
| 13 | дер.   | Машкино          | 9                    |
| 14 | пос.   | Межа             | 476                  |
| 15 | дер.   | Никитино         | 28                   |
| 16 | дер.   | Новое Кутьево    | 13                   |
| 17 | дер.   | Нелидовка        | 67                   |
| 18 | дер.   | Овсянкино        | 16                   |
| 19 | дер.   | Орешенки         | 7                    |
| 20 | дер.   | Плоское          | 0                    |
| 21 | дер.   | Половцово        | 39                   |
| 22 | дер.   | Ростовая         | 3                    |
| 23 | дер.   | Рябиновка        | 0                    |
| 24 | дер.   | Семёново         | 12                   |
| 25 | дер.   | Семики           | 33                   |
| 26 | дер.   | Старое Кутьево   | 17                   |
| 27 | пос.   | Тросно           | 32                   |
| 28 | дер.   | Ульянино         | 30                   |
| 29 | дер.   | Чернецово        | 10                   |
| 30 | дер.   | Чернушка         | 1                    |
| 31 | дер.   | Шабаны           | 12                   |
| 32 | пос.   | Южный            | 993                  |
| 33 | дер.   | Семёновское      | 76                   |
| 34 | дер.   | Арбузово         | 8                    |
| 35 | пос.   | Арбузово         | 102                  |
| 36 | дер.   | Бутаки           | 1                    |
| 37 | пос.   | Бутаки           | 106                  |
| 38 | дер.   | Загвоздье        | 0                    |

### Бывшие населенные пункты
На территории поселения исчезли деревни Амховицы, Гора, Жорновка, Столбауха, Пайсово, пос. Калекино и др.;

## История
В XIX-начале XX века территория поселения входила в Бельский уезд Смоленской губернии. После ликвидации губерний в 1929 году территория поселения входила в Западную область (до 1935 г.). После образования Калининской области — в составе Нелидовского района. С 1944 по 1957 год Нелидовский район относился к Великолукской области.